# Валя-Вадулуй
Валя-Вадулуй (рум. Valea Vadului) — село у повіті Клуж у Румунії. Входить до складу комуни Яра.
Село розташоване на відстані 314 км на північний захід від Бухареста, 28 км на південний захід від Клуж-Напоки.

## Населення
За даними перепису населення 2002 року у селі проживали 53 особи, усі — румуни. Усі жителі села рідною мовою назвали румунську.